# 陳寿
陳 寿（ちん じゅ、建興11年〈233年〉 - 元康7年〈297年〉）は、中国の三国時代の蜀漢と西晋に仕えた官僚。字は承祚（しょうそ）。『三国志』の著者として知られる。甥は陳符・陳蒞・陳階。

## 生涯
陳寿の生涯を書いた史料としては、唐代に編纂された『晋書』および東晋時代に編纂された『華陽国志』が存在する。しかし、相互に矛盾する記述も多く散見される。
益州巴西郡安漢県を代表する名門には陳氏・趙氏・閻氏・范氏があり、「安漢四姓」と称された。陳寿の出自はそのうちの一つ「巴西陳氏」である。
陳寿は譙周のもとで儒学と史学を修め、蜀漢に仕えた。その後の経歴には諸説があるが、衛将軍諸葛瞻の主簿、宮中文庫の管理者である東観秘書郎をつとめた。『晋書』によれば、当時権威を振るっていた宦官の黄皓の意思に従わなかったために、左遷や降格の待遇を度々受けたという。また父の服喪中、病気に罹ったため下女に薬を調合させていたことが人に知られ、不孝として譴責を受けた。
蜀漢滅亡後、王崇・寿良・李密・李驤・杜烈（杜軫の弟）と共に都に入った。陳寿たち6人は益州・梁州を代表する俊才とされた。彼らの仲は晋に仕えるうちに疎遠となっていったが、王崇一人は寬和な性格であったため、5人との友誼を保ち続けたという。しばらく仕官できなかったが、同門でかつての同僚の羅憲によって孝廉に挙げられ、西晋に仕えた。佐著作郎（七品官）に始まり著作郎をつとめ、杜預・張華の推挙により治書侍御史・兼中書侍郎・領著作郎と官を進めた。
また益州の地方史である『益部耆旧伝』・『益部耆旧雑記』や、蜀漢の諸葛亮の文書集『諸葛亮集』を編纂し、張華・杜預・荀勗に高く評価された。その他、やはり高く評価されたという『古国志』を著した。晋による三国統一後には『三国志』を完成させた。当時の人々は、陳寿には良史の才があると言って褒めた。また張華は『三国志』を高く評価し、「『晋書』を君に託したい」と称賛した。『華陽国志』によれば、張華と荀勗は『古国志』を好んで読み、陳寿は過去の歴史家である班固や司馬遷にも勝ると激賞した。
その後、張華は陳寿を中書郎に挙げようとしたが、張華と対立していた荀勗は彼のことを厭わしく思い、官吏に誣告して外地の長広太守に左遷させた。陳寿はこれを母の病気を理由に辞退したが、杜預の推薦により、検察秘書官である御史治書に任命された。しかし母（『華陽国志』では継母）が死去したため離職し、母を遺言どおり洛陽に葬ったが、郷里に葬るという礼制に反しているとされ、不孝であるとして再び非難された。
都に戻った陳寿は皇太子司馬遹の太子中庶子とされたが、『晋書』によれば拝命しなかった。一方『華陽国志』では太子中庶子と散騎常侍を兼ねたとあり、恵帝が陳寿の才能を認める言葉を残すほど称賛し、張華も九卿に取り立てようとしたという。そして元康7年（297年）、65歳で没した。

## 逸話
- 『華陽国志』によると「尚書郎の李驤（李福の子）は同門の先輩であり、蜀漢に仕えていた時の仲は良好だった」といわれる。だが蜀漢が滅び晋の世になると、些細なことから両人の仲が拗れて決別し、互いに誹謗して攻撃しあったため、当時の識者に批難された[26]。
- かつての師であった譙周は、陳寿に「卿（きみ）は必ずや学問の才能をもって名を揚げるが、きっと評判を損なわれることになるだろう。それもまた不幸ではないか。深く慎むのがよい」と忠告したという[27]。

## 『三国志』
『三国志』は、編纂された当時から優れた歴史書として名高く、夏侯湛は『三国志』を見て、自身が執筆していた『魏書』を破り捨てたという。南斉の劉勰は、孫盛『晋陽秋』や魚豢『魏略』、『呉録』、『江表伝』などといった著作群を「もったいぶっていて検証しがたい内容であるか、あるいは内容が空疎で肝心なことについての記述は少ないかである」と非難する一方、「陳寿の『三国志』のみは文章に洞察と知識とが行き渡っていて、荀勗と張華が司馬遷と班固に比したのも、妄りに称誉したものではない」と称賛している。
『三国志』は三国の内の魏を正統として扱ったが、魏を正統とした類書はほとんどが『魏書』（王沈の著など）などのように魏単独の表題としたため、蜀漢や呉の歴史は『魏書』の中で語られた。これに対し陳寿は、表題上は三国を対等に扱い、また本文も『魏書』『蜀書』『呉書』と三国を分けて扱ったところに大きな違いがある。また、元々は蜀漢に仕えた人物であったため、敬語の使い方などからも蜀漢を比較的よく扱おうとする姿勢が見える。隋の李徳林は『重答魏收書』において、「陳寿は蜀の人であるから、魏を漢賊とした」と述べている。
『三国志』は私撰だったが、陳寿の死後に梁州大中正・尚書郎の范頵の上表を受けて『三国志』を筆写するよう勅命が下り、事実上公認の史書となった。その後唐の太宗の時代に正史と認定された。なお『古国志』・『益州耆旧伝』など、『三国志』以外の彼の著作物は現存していない。

### 後世の批判
『晋書』は、陳寿の逸話として「ある人が言うには、丁儀・丁廙は魏において盛名を馳せたので、陳寿は彼らの子孫たちに『米1000石をいただけるなら、あなたがたのお父上のためによい評伝を作りましょう』と言ったが、彼らが与えなかったため伝を立てなかった」というものを載せる。また、かつて諸葛亮が自分の父を処罰し、自身が子の諸葛瞻に軽んじられたことから、陳寿は諸葛亮の伝記で「臨機応変の軍略は、彼の得手ではなかったからであろうか」と低い評価を与え、諸葛瞻について「書画に巧みで、名声は実質以上であった」などと書いたのだ、といった話も伝えられた。諸葛瞻に関する陳寿の悪評は、唐代の『晋書』のみならず東晋時代に完成した王隠『晋書』など類書にも収録されており、孫盛『異同記』は、「陳寿が諸葛瞻から恥辱を受けた恨み故に、『三国志』で諸葛瞻を悪く書いた」と語る蜀漢の長老の話を常璩が聞いたことを記している。
唐の劉知幾は著作の『史通』において、『晋書』の丁氏一族に関する逸話を根拠に、伝記を著す動機に誠実さが欠けるという理由から、陳寿を王沈・陸機・班固ら数々の歴史家とあわせて「記言の奸賊、戴筆の凶人」と激しく糾弾した。また『三国志』後主伝に「蜀には史官がいないから、災祥も記録されなかった」と記したにもかかわらず、蜀志には災祥に関する記録が依然散見されることを指摘し、「史官が設けられなかったのであれば、これらの災祥は何によって記録されたのだろうか。思うに、父が髡刑を受けた辱めゆえに、悪評を加えたのだろう」とも難じている。南宋の陳振孫は『直斎書録解題』において、立伝に際した賄賂の要求や諸葛父子に対する私怨といった逸話について「物議を免れ得ない」とした。
その一方で、これらのような陳寿の曲筆説に対する反駁も行われた。陳寿が賄賂を求めたという逸話は、冒頭に「ある人が言うには（或云）」とあるように伝聞にすぎず、また丁儀一族は曹丕に誅殺されており、その子孫は存在さえ疑わしい。さらに『晋書』そのものの信憑性についても批判的な評価が多いため、後世においては西魏の柳虯や唐の劉知幾など一部の史家を除き、事実ではないとする見解が多い。明代では王志堅が『読史商語』において、「古の時代より用兵においては、奇策なしに戦功を打ち立てた者はいない。諸葛孔明の用兵の弱点は奇策がなかったことにある。（中略）陳寿が孔明を管仲・蕭何の類と称する一方、用兵は長ずるところではなかったと述べているのは正論である。世間では陳寿が私情で〔諸葛亮を〕貶めたと言われているが、そのようなことはない」と述べている。清代には、朱彝尊が「陳寿は魏の文士のうち、王粲は制度の興造を、衛覬はその博識を取り上げ〔立伝した一方〕、徐幹、陳琳、阮瑀、応瑒、劉楨のごときは王粲の伝記に僅かに附すのみであったのに、丁儀や丁廙だけに伝を立てられるだろうか」と述べ、陳寿の曲筆を否定した。その後、王鳴盛（『十七史商榷』）や趙翼、杭世駿（『道古堂文集』）などによる反論も行われたが、それらの考証は「丁儀らは単なる巧佞の臣で伝を立てられるはずがない」といったような偏向的なものとなっている。劉咸炘は『三国志知意』において朱彝尊の論に首肯するかたわら、杭世駿らの論法は劉知幾の述べるような蛇足であるとした。
渡邉義浩は、陳寿の諸葛亮批判の背景には尹黙－譙周－陳寿に連なる「蜀学」と諸葛亮を中心とする「荊州学」という蜀の国内における学閥の対立が存在したため、陳寿が「蜀には史官がいないから災祥も記録されなかった」と述べているのは、蜀学の重んじる讖緯説を否定する諸葛亮が構築した蜀の史官制度に批判的であった（讖緯説に基づかない歴史や災祥の記録を無価値と考えていた）からだと論じている。

### 陳寿の筆法
陳寿の手による『三国志』は、当時の政権である西晋自体におもねり、その正当性を高める記述を行っていると指摘されることがある。『三国志』における高貴郷公殺害の経緯については、西晋に仕えた陳寿の立場上、その禅譲の正統性に対して重大な瑕疵を与えかねないため隠蔽せざるを得ず、詳細が記述されていない。また田中靖彦によれば、恩人である杜預の祖父・杜畿はその業績に比べてはるかに称賛が加えられている上、『三国志』を筆写せよという勅命はその内容が当時の政権である晋にとって都合の良い要素を有していたからとも捉えられ、さらには『三国志』という書名自体が、魏・蜀・呉のいずれにも正統性を与えておらず、ひいてはそれらを統一した晋こそが正統であり、なおかつその偉大さを礼賛することにも繋がるという。
また、陳寿は名目上魏を正統な王朝として扱ったが、蜀漢に対しては劉備を「先主」、劉禅を「後主」と呼び、即位の際の詔勅をすべて掲載するなど特別扱いしており、呉の孫権が名を呼び捨てられていることと比較して明らかな格差がある。朱彝尊はこれについて、蜀漢を正統王朝としたい陳寿の意図が秘められていたのではないかと見たが、魏を正統王朝としていた西晋期において陳寿の記述が問題視されていた形跡はない。しかし東晋期以降、習鑿歯らによる蜀漢正統論が高まるにつれ、陳寿が蜀漢を正統としていないとして批判が加えられるようになった。その批判者の一人である劉知幾は、上記の李徳林の説に反論し、陳寿は曹操や曹丕の悪行にははっきり言及しないのに、「終始瑕疵のない」劉備のことはその長所を評価せずに短所を指弾していると主張して、「〔陳寿が〕どうして曹氏に背いて劉氏に向かい、魏を疎んで蜀に親しんでいるといえようか」と咎めている。さらに時代が下ると、諸葛亮の神格化や、蜀漢正統論者の朱熹の朱子学が朝廷における儒教の公式解釈とされたことも相まって、陳寿は一層非難を浴びることになった。一方で、蜀を正統としながらも晋の公式見解に沿わざるを得なかった悲劇の人という見解もみられ、その見地から不遇な人生を送ったという評価も多く行われた。

## 陳寿を題材とした作品
- 宮城谷昌光『三国志外伝』-「10 陳寿」（文藝春秋 および文春文庫）